# Toby Halbrooks
Toby Halbrooks est un scénariste, producteur de cinéma, acteur et monteur américain né le 1er août 1978.

## Filmographie

### Scénariste
- 2005 : Robots Are Blue
- 2014 : Dig
- 2016 : Peter et Elliott le dragon
- 2023 : Peter Pan et Wendy

### Acteur
- 2005 : Irish American Ninja : le méchant médecin
- 2005 : Robots Are Blue : un employé de bureau
- 2006 : The Night of the White Pants : le chanteur principal
- 2009 : St. Nick : l'épicier
- 2011 : Wuss : le chanteur de la réunion
- 2015 : Uncle Kent 2 : un membre de la fête
- 2016 : Peter et Elliott le dragon : un patient malchanceux de l’ambulance
- 2018 : Never Goin' Back : l'homme à la voix effrayée
- 2018 : The Old Man and the Gun : l'homme qui se dispute

### Producteur
- 2005 : Robots Are Blue
- 2009 : St. Nick
- 2009 : Boycrazy in Bed
- 2009 : Boycrazy at the Drug Store
- 2009 : Boycrazy Promo
- 2009 : Boycrazy Gets a Job
- 2009 : Boycrazy Bikini Mishap
- 2011 : Pioneer
- 2013 : Les Amants du Texas
- 2013 : Upstream Color
- 2014 : Listen Up Philip
- 2016 : Minor Setback
- 2017 : Manhattan Stories
- 2017 : A Ghost Story
- 2018 : Never Goin' Back
- 2018 : The Old Man and the Gun
- 2019 : Light from Light
- 2020 : Miss Juneteenth
- 2021 : The Green Knight
- 2022 : Oak Thorn and the Old Rose of Love
- 2023 : Peter Pan et Wendy

### Monteur
- 2010 : Lovers of Hate
- 2012 : Hellion
- 2012 : Sun Don't Shine
- 2013 : Upstream Color
- 2013 : The Good Samaritan